# Jörg Knieling
Jörg Knieling (* 1964) ist ein deutscher Stadtplaner und Hochschullehrer.

## Leben
Er studierte ab 1984 an der Universität Hannover, Stadt- und Regionalplanung, im Studiengang Landschafts- und Freiraumplanung, erwarb 1992 dort den Abschluss Dipl.-Ing. und schloss in Hannover, Fachbereich Architektur, 1999 die Promotion bei Heinar Henckel und Dietrich Fürst ab. Von 2003 bis 2004 lehrt er an der TU Dresden als ordentlicher C 3-Professor für Raumordnung, Institut für Geographie. Von 2004 bis 2005 war er an der Technische Universität Hamburg-Harburg C 4-Professor für Stadtplanung und Regionalentwicklung, Leiter des Instituts für Stadt-, Regional- und Umweltplanung. Seit 2006 ist er an der HafenCity Universität Hamburg C 4-Professor für Stadtplanung und Regionalentwicklung (Umsetzung aus TUHH wegen Neugründung HCU).

## Schriften (Auswahl)
- mit Peter Wagner und Dietrich Fürst: Plan-Schlichtungsverfahren. Ein Beitrag zur Lösung von Flächennutzungskonflikten in der Bauleitung. Hannover 1998, ISBN 3-923517-41-6.
- Leitbildprozesse und Regionalmanagement. Ein Beitrag zur Weiterentwicklung des Instrumentariums der Raumordnungspolitik. Frankfurt am Main 2000, ISBN 3-631-36744-9.
- mit Rainer Danielzyk  und Dietrich Fürst: Kooperative Handlungsformen in der Regionalplanung. Zur Praxis der Regionalplanung in Deutschland. Dortmund 2003, ISBN 3-929797-72-0.
- mit Patricia Jacob: Kleinräumiges Monitoring als Instrument einer bestandsorientierten Stadtentwicklung. Hamburg 2009, ISBN 978-3-9811688-5-3.